# Tarcisio Carrara
Tarcisio Carrara, né le 19 mai 1935 à Serina, est un coureur cycliste italien, essentiellement amateur.
Il est le frère du coureur cycliste Gino Carrara.

## Palmarès
- 1956
  - 3e du Circuit du Mont-Blanc
- 1957
  - 2e du Grand Prix de Fourmies
  - 3e de Paris-Laon
  - 3e du Tour de la Haute-Marne
- 1959
  - 3e de Paris-Troyes